# 杉森久英
杉森 久英（すぎもり ひさひで、1912年（明治45年）3月23日 - 1997年（平成9年）1月20日）は日本の小説家。

## 略歴
石川県七尾市の公務員の家庭に生まれ、金沢市で育つ。旧制石川県立金沢第一中学校（現・石川県立金沢泉丘高等学校）から第四高等学校を経て、1934年（昭和9年）に東京帝国大学文学部国文科卒業。地方公務員（公立学校教員）となり、旧制埼玉県立熊谷中学校（現・埼玉県立熊谷高等学校）の教師となった。
教員を退職後、中央公論社編集部に入社。編集者という職に自信を失い退職後、大政翼賛会文化部、日本図書館協会などを経て、戦後河出書房に入り『文藝』の編集に従事。1947年『文藝』編集長に就任。
1953年デイヴィッド・ガーネットやフランツ・カフカの影響が色濃い短篇小説『猿』が芥川賞の候補になったのを機に作家専業となる。伝記小説の分野で活動し、1962年には同郷の作家島田清次郎の伝記小説『天才と狂人の間』で直木賞受賞。
1963年には千葉真一主演で『白い熱球』が映画化された。
晩年は「邦楽を楽しむ会」を主催。宇野信夫、栗本薫夫妻、小杉健治、泡坂妻夫夫妻、娘の佐々木涼子、杉浦幸雄、峯島正行、大歳克衛らが会員だった。
フランス文学者・舞踊評論家の佐々木涼子は長女。
1997年（平成9年）10月、遺族によって七尾市に蔵書が寄贈された。寄贈された蔵書や直筆原稿は約1万冊にのぼる。「杉森久英記念文庫」は馬出町にあったが、「杉森久英記念文庫」室として2014年（平成26年）7月に馬出町から寿町の文化財資料整理室内へ移転した（七尾市立図書館が管理）。

## 受賞・叙勲歴
- 1962年『天才と狂人の間』で第47回直木賞
- 1985年『能登』で第13回平林たい子文学賞
- 1986年『近衛文麿』で第41回毎日出版文化賞
- 1989年 勲三等瑞宝章
- 1993年
  - 第46回中日文化賞[3]
  - 第41回菊池寛賞

## 著書
- 森鷗外（福村書店 1952 (国語と文学の教室) ）
- 黄色のバット（角川書店 1959）のちソノラマ文庫
- 天才と狂人の間 島田清次郎の生涯（河出書房新社 1962）のち角川文庫、河出文庫
- 早稲田の虎・猿（河出書房新社 1962）
- 海の見える窓（講談社 1963）のちソノラマ文庫
- 回遊魚（新潮社 1963）
- 辻政信（文藝春秋新社 1963）「参謀・辻政信」河出文庫
- 徳田球一（文藝春秋新社 1964）
- 啄木の悲しき生涯（河出書房新社 1965）のち角川文庫
- 大風呂敷（毎日新聞社 1965）のち角川文庫、集英社文庫（後藤新平の伝記小説）
- 動物的、あまりに動物的（明治書院 1966）
- 滝田樗陰 ある編集者の生涯（中公新書 1966）
- 美酒一代 鳥井信治郎伝 日本ウイスキー物語（毎日新聞社 1966）のち新潮文庫
- 苦悩の旗手太宰治（文藝春秋 1967）のち角川文庫、河出文庫
- 頭山満と陸奥・小村（毎日新聞社 1967）「浪人の王者頭山満」河出文庫
- 伝説と実像 昭和人物伝（新潮社 1967）「昭和の怪物たち」河出文庫
- 明治の宰相 伊藤博文伝（文藝春秋 1969）のち角川文庫
- アラビア太郎（文藝春秋 1970）のち集英社文庫
- 小説三木武吉（集英社 1970）
- 中国みたまま（文藝春秋 1972）
- 毛皮を買うヴィーナス（毎日新聞社 1972）
- アジアの憂鬱 台北・香港・バンコク・アラブ（浪曼 1974）
- 錆びたサーベル（河出書房新社 1974）のち集英社文庫
- 暗殺（光文社 1974）のち文庫
- 昭和史見たまま 戦争と日本人（読売新聞社 1975）
- 大谷光瑞（中央公論社 1975）のち文庫
- 椰子の木蔭（時事通信社 1975）
- 夕陽将軍 小説・石原莞爾（河出書房新社 1977.7）のち文庫
- 風雲を呼ぶ男（時事通信社 1977.2）「挑戦する経営者」集英社文庫（一部）
- 食後の雑談（筑摩書房 1977.12）
- 小説坂口安吾（河出書房新社 1978.9）のち文庫
- 怒るべからず一癖斎（河出書房新社 1979.5）
- あわてるな一癖斎（毎日新聞社 1979.9）
- 天皇の料理番（読売新聞社 1979.12）のち集英社文庫（料理人秋山徳蔵をモデルとした作品。のちドラマ化）
- 一癖斎放言（あずさ書房 1981.5）
- 侠骨 昭和水滸伝青春篇（集英社 1982.2）
- 荒野に骨を曝す（光文社 1984.1）
- 食いしん坊一癖斎（河出書房新社 1984.12）
- 能登（集英社 1984.9）
- 近衛文麿（河出書房新社 1986.11）のち文庫
- 明治天皇（中央公論社 1986.11）のち人物文庫
- 小説菊池寛（中央公論社 1987.10）
- 大政翼賛会前後（文藝春秋 1988.12）のちちくま文庫
- 間違いだらけのニッポン 一癖斎酔話（読売新聞社 1989.12）
- 食べて美味けりゃすべてよし 一癖斎食話（日本経済新聞社 1990.6）
- わが後に洪水あれ（潮出版社 1990.10）
- 仕事部屋（日本古書通信社 1991.10 (こつう豆本））
- 新渡戸稲造（読売新聞社 1991.12）のち人物文庫
- 人間の鑑賞 昭和の人々はかく生きた（PHP研究所 1991.3）
- 私の英学修業（日本古書通信社 1993.2 (こつう豆本)  ）
- 塀の中のこおろぎ 一癖斎酔話其の2（読売新聞社 1993.12）
- すぐそこまで来ていながら（PHP研究所 1994.9）
- ニッポン人を叱る 一癖斎直言（読売新聞社 1996.3）
- 天才横綱 輪島大士物語（河出書房新社 1998.1）
- 戦後文壇覚え書（河出書房新社 1998.1）
- 人われを漢奸と呼ぶ 汪兆銘伝（文藝春秋 1998.6）